# Théâtre Kléber-Méleau
Le Théâtre Kléber-Méleau est un centre de création théâtrale suisse, inauguré en 1979 dans la ville vaudoise de Renens, près de Lausanne.

## Histoire
Le théâtre voit le jour en 1978 dans l’atelier d’une ancienne usine à gaz, à l'instigation de Philippe Mentha. Il est inauguré officiellement le 2 mai 1979, avec une représentation des Trois Sœurs de Tchekhov.
Son nom est tiré de celui d’un personnage obstiné de La Maison d’os de Roland Dubillard.
Le théâtre présente deux, puis trois productions par saison, les œuvres classiques alternant avec les contemporaines. À partir de 1983, des spectacles créés dans d’autres institutions y sont aussi joués.
Le théâtre collabore étroitement avec le Théâtre de Vidy depuis 1989 (carte de réduction commune, présentation commune du programme de la saison).
L'atelier est rénové en 1992, les gradins en 1994 et le toit en 1999.

### Direction
- Depuis 2015 : Omar Porras[3]
- 1979 - 2015 : Philippe Mentha[4]

### Comédiens récurrents
- Jacques Amiryan
- Michel Cassagne
- Michel Fidanza
- Emmanuelle Ramu
- Lise Ramu
- Juliana Samarine
- Roland Sassi
- Edmond Vullioud[2]

### Scénographes récurrents
- Roland Deville
- Christophe de la Harpe
- Gilbert Maire
- Jean-Marc Stehlé[2]

## Dimensions
La scène a une largeur de 13,20 m et une profondeur de 12 m. Sa hauteur maximale est de 6,40 m.